# بوريس هاجيلين
بوريس سيزار فيلهلم هاجيلين (الإنجليزية: Boris Caesar Wilhelm Hagelin)(2 يوليو 1892 - 7 سبتمبر 1983) كان رجل أعمال سويدي ومخترع آلات التشفير. ومؤسس شركة  كريبتو ايه جي.

## التعليم والنشأة

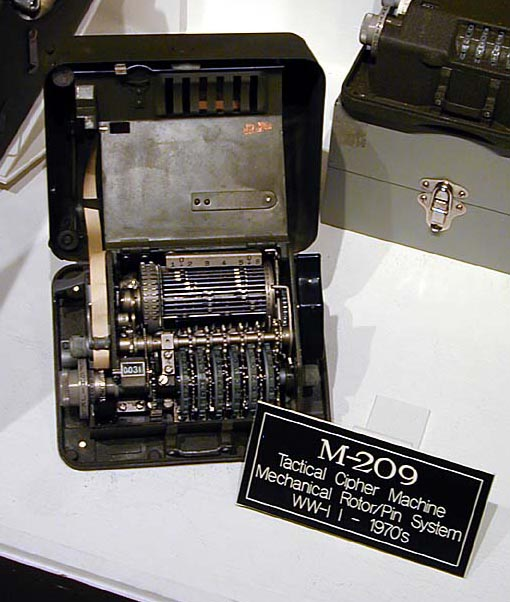
طائرة M-209 صممها هاجيلين

وُلِد هاجيلين لأبوين سويديين في أدشيكنت، الإمبراطورية الروسية (أذربيجان حاليًا)، وتلقى تعليمه في مدرسة لوندسبيرج الداخلية ثم درس الهندسة الميكانيكية في المعهد الملكي للتكنولوجيا في ستوكهولم، وتخرج عام 1914. اكتسب الخبرة في مجال الهندسة من خلال عمله في السويد والولايات المتحدة.

## المسيرة المهنية
كان والده كارل فيلهلم هاجيلين يعمل لدى برانوبل في باكو (جزء من الإمبراطورية الروسية في ذلك الوقت)، لكن العائلة عادت إلى السويد بعد الثورة الروسية. كان كارل فيلهلم مستثمر في شركة أرفيد جيرهارد دام (شركة أكتي بولاجيت كريبتوغرافي)، التي تأسست لبيع آلات الدوار التي تم بناؤها باستخدام براءة اختراع دام لعام 1919. تم تعيين بوريس هاجيلين في الشركة لتمثيل الاستثمار العائلي. عام 1925 تولى هاجيلين إدارة الشركة، ثم أعاد تنظيمها عام 1932 تحت اسم أكتيبولاجيت كريبتوغرافي. تنافست آلاته مع آلات إنجما التي صنعها شيربيوس، لكن مبيعاتها كانت أفضل إلى حد ما.
في بداية الحرب العالمية الثانية، انتقل هاجيلين من السويد إلى سويسرا، ثم عبر ألمانيا ومن ثم برلين إلى جنيف، يحمل وثائق التصميم لأحدث آلات الشركة، وأعاد تأسيس شركته هناك. كان هذا التصميم صغير ورخيص وآمن إلى حد ما، وقد أقنع الجيش الأمريكي بتبنيه. وقد تم تصنيع عشرات الآلاف منها، وأصبح هاجيلين ثريًا للغاية نتيجة لذلك. بعد أن تم بيع شركته، كريبتو ايه جي، سرًا إلى وكالات استخبارات أجنبية (وكالة المخابرات المركزية الأمريكية وجهاز المخابرات الألماني) عام 1970، قامت الشركة ببيع أجهزة مخترقة بشكل احتيالي إلى مجموعة متنوعة من العملاء، بما في ذلك الحكومات. اقترح المؤرخ ديفيد كاهن أن هاجيلين كان صانع آلة التشفير الوحيد الذي أصبح مليونير على الإطلاق.
بوريس هو الجد الأكبر لكارل هاجيلين، لاعب دوري الهوكي الوطني السابق لفريق واشنطن كابيتالز.

## براءات الاختراع
- U.S. Patent 1٬846٬105
- U.S. Patent 2٬089٬603	(C-35)
- U.S. Patent 2٬247٬170
- U.S. Patent 2٬802٬047
- U.S. Patent 2٬851٬794	(CD-57)
- U.S. Patent 3٬083٬263
- U.S. Patent 3٬485٬948

## قراءة إضافية
- بوريس سي دبليو هاجلين، قصة تشفير هاجلين، Cryptologia، 18(3)، يوليو 1994، الصفحات من 204 إلى 242.

## روابط خارجية
- تاريخ بوريس هاجيلين
- رسم بياني لتطور آلات Hagelin / CRYPTO AG
- محاكي آلة التشفير هاجيلين بي سي-52
- محاكي آلة التشفير Hagelin US M-209